# باشگاه بسکتبال زنان گروه بهمن
گروه بهمن تهران نام باشگاه بسکتبال مستقر در شهر تهران می‌باشد. این باشگاه در لیگ برتر بسکتبال زنان ایران شرکت می‌کند و در لیگ ۱۳۹۸ ، لیگ ۱۳۹۹ و لیگ۱۴۰۲ به مقام قهرمانی کشور دست یافته است. پس از خداحافظی سعیده علی، گروه بهمن پیراهن شماره ۶ را به افتخار وی بایگانی کرد.

## افتخارات

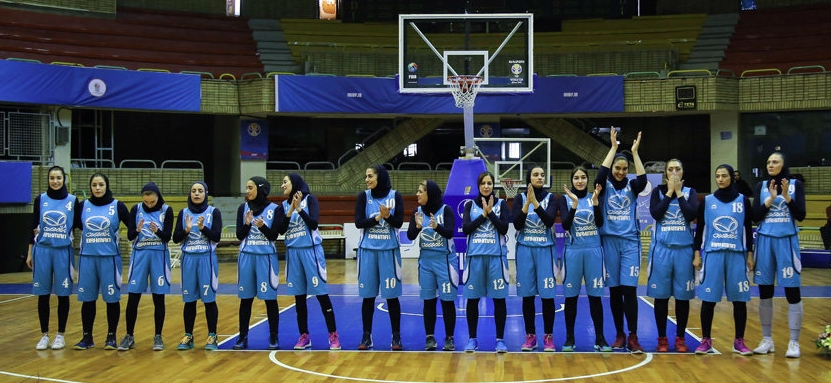
تیم بسکتبال گروه بهمن تهران نایب قهرمان لیگ ۱۳۹۶. تصویر تیمی قبل از دیدار فینال.

### لیگ برتر بسکتبال زنان ایران
- قهرمانی:  لیگ ۱۳۹۸ ، لیگ ۱۳۹۹و لیگ۱۴۰۲ [۲][۳][۳]
- نایب قهرمانی: لیگ ۱۳۹۶ و لیگ ۱۴۰۰ [۴][۵][۶]
- سومی: لیگ ۱۳۹۷ [۷][۸][۹]

## اعضای تیم
فهرست بازیکنان و کادر تیم گروه بهمن تهران در لیگ ۱۴۰۰ عبارت بود از:
دلارام وکیلی، فاطمه شهریاری، شکیبا کائید، یاسمن محمدی، شقایق درریخته، زهرا قیس، زهرا عدالت کار مقدم، ریحانه صالحی، آنا بهشتیان، گلشید امیدیان، راینا متین، ریحانه حشمتی، عسل نسترن طهرانی، فائزه باستانی، روژانو محمودی، شوماری هریس، الکساندرا بگینیسیچ.
هدایت تیم بسکتبال گروه بهمن تهران بر عهده فریناز طائرپور است و شادی دارستانی و مهسا شهری مربی این تیم هستند. همچنین راما طالشی به عنوان سرپرست در کادر تیم بسکتبال گاز تهران حضور دارد.